# The Black Rose EP
The Black Rose EP é um EP da banda de rock sueca Blindside, lançado a 27 de Junho de 2007.

## Faixas
1. "The Way You Dance" – 3:31
2. "Slow Motion" – 3:59
3. "Pretty Nights" – 3:00
4. "The Color of My Eyes" – 3:29
5. "The Black Rose" – 5:09
6. "My Alibi" (Ao vivo no Hultsfred Festival 2006) – 5:34
7. "Fell in Love with the Game" (Ao vivo no Hultsfred Festival 2006) – 3:30
8. "When I Remember" (Ao vivo no Hultsfred Festival 2006) – 4:46